# Dawson Mercer
Dawson Mercer (* 27. Oktober 2001 in Carbonear, Neufundland und Labrador) ist ein kanadischer Eishockeyspieler, der seit Dezember 2020 bei den New Jersey Devils in der National Hockey League (NHL) unter Vertrag steht und für diese auf der Position des Centers spielt.

## Karriere
Dawson Mercer lief in seiner Jugend für die Nachwuchsorganisation der Tri Pen Ice auf, bevor er 2016/17 ein Jahr an der Bishop’s College School verbrachte, einer renommierten Privatschule in Sherbrooke in der Provinz Québec. Zur Saison 2017/18 wechselte er zu den Voltigeurs de Drummondville in die Ligue de hockey junior majeur du Québec (LHJMQ), der ranghöchsten Juniorenliga der östlichen kanadischen Provinzen. Bereits in seinem zweiten Jahr bei den Voltigeurs überzeugte der Angreifer mit 64 Scorerpunkten aus 68 Partien, bevor er zur folgenden Spielzeit 2019/20 das Amt des Assistenzkapitäns in Drummondville übernahm. Im Januar 2020 jedoch gaben ihn die Voltigeurs innerhalb der Liga an die Saguenéens de Chicoutimi ab und erhielten im Gegenzug mehrere Wahlrechte für den LHJMQ-Draft. Zudem wurde er zum CHL Top Prospects Game eingeladen, bevor er im anschließenden NHL Entry Draft 2020 von den New Jersey Devils an 18. Position ausgewählt und im Dezember 2020 mit einem Einstiegsvertrag ausgestattet wurde. Auch bei den Saguenéens etablierte sich der Kanadier als regelmäßiger Scorer, sodass er sein Team in der durch die COVID-19-Pandemie verkürzten Saison 2020/21 mit 36 Punkten anführte. Persönlich wurde er mit der Trophée Guy Carbonneau als bester defensiver Stürmer sowie mit der Trophée Frank J. Selke als sportlich fairster Spieler geehrt, während man ihn darüber hinaus im LHJMQ First All-Star Team berücksichtigte.
Im Rahmen der Vorbereitung auf die Saison 2021/22 erspielte sich Mercer einen Platz im Aufgebot der New Jersey Devils und debütierte somit im Oktober 2021 in der National Hockey League (NHL), wo er sich in der Folge etablierte. Sein erstes Spieljahr in der NHL beendete er mit 42 Punkten aus 82 Partien.

### International
Erste internationale Erfahrungen sammelte Mercer im Rahmen der World U-17 Hockey Challenge 2017, bei der er mit dem Team Canada Black den siebten Platz belegte. Nachdem er im U18-Bereich nicht berücksichtigt worden war, gehörte er anschließend zum Kader der U20-Nationalmannschaft Kanadas, die bei der U20-Weltmeisterschaft 2020 die Goldmedaille gewann. Bei der U20-Weltmeisterschaft des Folgejahres erreichte er mit der kanadischen Auswahl erneut das Endspiel, unterlag dort jedoch den Vereinigten Staaten und errang somit die Silbermedaille.
Sein Debüt für die A-Nationalmannschaft seines Heimatlandes gab Mercer im Rahmen der Weltmeisterschaft 2022 in Finnland, wo er mit der Mannschaft die Silbermedaille gewann. Zwei Jahre später gehörte er bei der Weltmeisterschaft 2024 ebenfalls zum kanadischen Aufgebot, das das Turnier in Tschechien auf dem vierten Rang abschloss.

## Erfolge und Auszeichnungen
- 2020 Teilnahme am CHL Top Prospects Game
- 2021 Trophée Guy Carbonneau
- 2021 Trophée Frank J. Selke
- 2021 LHJMQ First All-Star Team

### International
- 2020 Goldmedaille bei der U20-Weltmeisterschaft
- 2021 Silbermedaille bei der U20-Weltmeisterschaft
- 2022 Silbermedaille bei der Weltmeisterschaft

## Karrierestatistik
Stand: Ende der Saison 2024/25

### International
Vertrat Kanada bei:
| - World U-17 Hockey Challenge 2017 - U20-Weltmeisterschaft 2020 - U20-Weltmeisterschaft 2021 | - Weltmeisterschaft 2022 - Weltmeisterschaft 2024 |

(Legende zur Spielerstatistik: Sp oder GP = absolvierte Spiele; T oder G = erzielte Tore; V oder A = erzielte Assists; Pkt oder Pts = erzielte Scorerpunkte; SM oder PIM = erhaltene Strafminuten; +/− = Plus/Minus-Bilanz; PP = erzielte Überzahltore; SH = erzielte Unterzahltore; GW = erzielte Siegtore; 1 Play-downs/Relegation; Kursiv: Statistik nicht vollständig)